# Награды Воронежской области
Награды Воронежской области — награды субъекта Российской Федерации учреждённые Правительством Воронежской области согласно соответствующим Постановлениям и Указам Правительства Воронежской области, а также Воронежской областной думой согласно Закону Воронежской области от 07 июля 2006 года № 70-оз «О наградах Воронежской области».
Законом определён список и суть наград, а также установлен порядок их присвоения.
Награды Воронежской области – это форма поощрения, знак признания роли, которую гражданин или организация сыграли в жизни региона. Награды вручаются за получивший признание вклад в экономическое, экологическое, культурное, социальное, информационное развитие региона, а также за иные заслуги перед регионом и его жителями. Наградами Воронежской области отмечаются лица вне зависимости от их гражданства.
Всего учреждено 14 наград Воронежской области, в числе которых знаки отличия, почётные грамоты, медаль, почётные звания, почётные знаки, почётный диплом и благодарность губернатора региона.

## Перечень наград

### Знаки отличия
| Изображение награды | Наименование награды                                 | Дата учреждения                      | Правила награждения | Источник                                                                                    |
| ------------------- | ---------------------------------------------------- | ------------------------------------ | --- | ------------------------------------------------------------------------------------------- |
|                     | Знак отличия «За заслуги перед Воронежской областью» | 7 июля 2006 года --- 2 мая 2017 года | Знак отличия вручается гражданам за деятельность, направленную на обеспечение благополучия Воронежской области и роста благосостояния её населения, высокие достижения в сфере экономики, производства, науки, техники, культуры, искусства, воспитания и образования, здравоохранения, охраны окружающей среды и обеспечения экологической безопасности, законности, правопорядка и общественной безопасности, государственном управлении и местном самоуправлении, благотворительной, меценатской и иной деятельности, способствующей всестороннему развитию Воронежской области, повышению авторитета Воронежской области в Российской Федерации и за рубежом. Повторное награждение этим знаком отличия одного и того же человека не допускается. Лица, награждённые государственной наградой Российской Федерации, иной наградой Воронежской области, могут быть удостоены знаком отличия «За заслуги перед Воронежской областью», как правило, не ранее чем через два года после награждения государственной наградой Российской Федерации или наградой Воронежской области. | Закон Воронежской области от 07 июля 2006 года № 70-оз «О наградах Воронежской области» --- |

### Медали
| Изображение награды | Наименование награды                         | Дата учреждения  | Правила награждения | Источник                                                                                    |
| ------------------- | -------------------------------------------- | ---------------- | --- | ------------------------------------------------------------------------------------------- |
|                     | Медаль «За труды во благо земли Воронежской» | 7 июля 2006 года | Медаль «За труды во благо земли Воронежской» вручается врачам, учителям, общественным и культурным деятелям, спортсменам, представителям духовенства и производственных предприятий области, снискавшим своим трудом уважение и почёт жителей Воронежской области. Важное условие: кандидат должен проработать на благо и развитие региона не менее десяти лет. При этом люди, удостоенные других наград Воронежской области или Российской Федерации, могут получить медаль только по прошествии двух лет с момента награждения. Медаль вручается ежегодно десяти гражданам различных профессий, в торжественной обстановке, традиционно в канун празднования Дня России и Дня образования Воронежской области. Помимо этого, награждённые получают единоразовое денежное вознаграждение в размере 100 тысяч рублей в соответствии с нормативным правовым актом правительства Воронежской области. Вместе с медалью вручается и удостоверение установленного образца. Награду следует носить на левой стороне груди. Правильно располагать медаль под государственными наградами Российской Федерации и СССР. | Закон Воронежской области от 07 июля 2006 года № 70-оз «О наградах Воронежской области» --- |

### Почётные звания
| Изображение награды | Наименование награды | Дата учреждения   | Правила награждения | Источник |
| ------------------- | --- | ----------------- | --- | --- |
|                     | Почётное звание «Населённый пункт воинской доблести»                                                                                         | 31 июля 2014 года | Почётное звание присваивается населённым пунктам, на территории которых или в непосредственной близости от которых проходили ожесточённые сражения, в ходе которых защитники Отечества проявили мужество, стойкость и массовый героизм. При рассмотрении вопроса о присвоении населённому пункту почётного звания учитывается беспримерный подвиг защитников Отечества, который стал символом мужества, стойкости и массового героизма для поколений российских граждан. Почётное звание является высшей степенью признательности жителей Воронежской области. Почетное звание Воронежской области «Населённый пункт воинской доблести» присваивается один раз в год. | Закон Воронежской области от 31.07.2014 № 100-ОЗ «О почетном звании Воронежской области «Населенный пункт воинской доблести»» |
|                     | Почётное звание «Почётный гражданин Воронежской области» ––– (Нагрудный знак «Почётный гражданин Воронежской области»)                       | 7 июля 2006 года  | Почётное звание «Почётный гражданин Воронежской области» является высшим признанием заслуг гражданина перед Воронежской областью. Оно присваивается лицам, которые известны широкому кругу жителей региона, заслужили уважение населения и внесли весомый вклад в развитие экономики, социальной сферы и культуры Воронежской области. Звание присваивается за долголетний, добросовестный труд, за особые заслуги в государственной и общественной деятельности в рамках защиты прав человека, за укрепление мира и согласия, за работу, содействующую разностороннему совершенствованию Воронежской области, а также за повышение авторитета региона как в России, так и за рубежом. Как правило, это почётное звание получают не более трёх воронежцев в год. Одному и тому же лицу его не могут присвоить повторно. Информация о почетных гражданах и их заслугах публикуется официально на основании указа губернатора Воронежской области о присвоении званий и вместе с данным приказом. Для учёта фамилий, имен, отчеств лиц, которые были удостоены этой высокой награды, ведется Книга почётных граждан Воронежской области. | Закон Воронежской области от 07 июля 2006 года № 70-оз «О наградах Воронежской области» ---                                   |
|                     | Почётное звание «Заслуженный деятель искусств Воронежской области» ––– (Нагрудный знак «Заслуженный деятель искусств Воронежской области»)   | 7 июля 2006 года  | Почётное звание «Заслуженный деятель искусств Воронежской области» присваивается лицам, которые имеют заслуги в сфере культуры и искусства или иным образом внесли вклад в культуру Воронежской области. Это могут быть люди творческих профессий, достигшие значительных успехов в своём виде искусства, создавшие выдающиеся произведения в своих направлениях. Также званием поощряются заслуги в деле воспитания и подготовки творческих кадров, отмечаются заметные научные работы в области искусства. Заслуженными деятелями искусств Воронежской области в музыкальной сфере могут стать композиторы, дирижёры, музыковеды, хормейстеры, концертмейстеры, балетмейстеры, художественные руководители театрально-концертных организаций, а также различных творческих коллективов: хоровых, танцевальных, музыкальных. В области изобразительных искусств могут быть отмечены художники и скульпторы. В таких сферах, как театральное и литературное искусство, обладателями почетного звания могут стать писатели, сценаристы, режиссёры, драматурги, театроведы, литературоведы. Кроме того, звание может быть присвоено искусствоведам, преподавателям образовательных учреждений культуры и искусства, а также руководителям учреждений искусств. При этом награду могут получить только те люди, чей стаж работы в области искусства исчисляется не менее чем 15 годами, из них не менее одного года – на последнем месте работы. Звание присваивается ежегодно, но не более чем трём гражданам одновременно. Повторно награда не вручается. Награждение сопровождается официальной публикацией материалов об обладателях почетного звания вместе с указом губернатора Воронежской области о его присвоении. Обладатели звания получают удостоверение и нагрудный знак, который носится на левой стороне груди, ниже, чем государственные награды РФ и СССР, а также ежемесячную надбавку к должностному окладу в размере 1000 рублей. | Закон Воронежской области от 07 июля 2006 года № 70-оз «О наградах Воронежской области» ---                                   |
|                     | Почётное звание «Заслуженный артист Воронежской области» ––– (Нагрудный знак «Заслуженный артист Воронежской области»)                       | 7 июля 2006 года  | Почётным званием «Заслуженный артист Воронежской области» награждают тех лиц, которые особенно отличились в сфере культуры и искусства, внесли значимый вклад в развитие театров, концертно-эстрадного и циркового искусства Воронежской области. Это могут быть артисты и режиссёры, балетмейстеры, концертмейстеры и дирижёры, музыкальные исполнители и создавшие высокохудожественные образы мастера, создатели получивших широкое общественное признание эстрадных и цирковых программ. Почётное звание имеют право получить только те лица, которые трудились на ниве культуры и искусства области более десяти лет. При этом на последнем месте награждаемый должен проработать не менее одного года. Звание вручается пожизненно, поэтому повторно получить награду нельзя. Ежегодно заслуженными артистами области становятся не более трёх человек. Указ губернатора Воронежской области о присвоении звания публикуется официально вместе с полным перечнем заслуг награждаемого. Обладатели звания пожизненно получают ежемесячную денежную выплату в размере 900 рублей. Почётный нагрудный знак «Заслуженный артист Воронежской области» носят на левой стороне ниже государственных наград СССР и РФ. | Закон Воронежской области от 07 июля 2006 года № 70-оз «О наградах Воронежской области» ---                                   |
|                     | Почётное звание «Заслуженный работник культуры Воронежской области» ––– (Нагрудный знак «Заслуженный работник культуры Воронежской области») | 7 июля 2006 года  | Почётное звание «Заслуженный работник культуры Воронежской области» присваивается на основании указа губернатора. Награды удостаиваются лица, которые своим трудом внесли значительный вклад в развитие культурной сферы в социальной жизни Воронежской области. Звание вручают сотрудникам организаций, учреждений и просветительских органов, особенно отличившимся на ниве искусства и народного просвещения: работникам средств массовой информации, печатных изданий, специалистам в сфере полиграфии, педагогам, деятелям культуры, искусствоведам, а также работающим на общественных началах гражданам Воронежской области. Награду имеют право получить лица, которые трудятся на ниве просвещения, культуры и искусства Воронежской области в течение десяти лет, причем на последнем месте работы обладатель звания должен проработать не менее трёх лет. Губернатор области своим указом присваивает почетное звание не более пяти отличившимся деятелям искусства и культуры в течение года. Лица, ранее удостоенные почётного звания, не могут получить награду повторно. Официальные материалы с перечнем заслуг награждаемых лиц публикуются одновременно с указом губернатора Воронежской области о награждении. | Закон Воронежской области от 07 июля 2006 года № 70-оз «О наградах Воронежской области» ---                                   |

### Почётные знаки
| Изображение награды | Наименование награды                                                          | Дата учреждения      | Правила награждения | Источник |
| ------------------- | ----------------------------------------------------------------------------- | -------------------- | --- | --- |
|                     | Почётный знак «Благодарность от земли Воронежской»                            | 6 февраля 2009 года  | Почётный знак правительства Воронежской области «Благодарность от земли Воронежской» – одна из высших форм поощрения. Он вручается лицам, коллективам предприятий и организаций всех видов собственности и организационно-правовых форм, в том числе и бюджетным организациям, за достижения и заслуги при выполнении государственного и воинского долга, в охране общественного порядка и законности, а также отличившимся на объектах государственного строительства; внесшим существенный вклад в сферу здравоохранения, просвещения, культуры и искусства. Почётный знак получают как граждане Российской Федерации и коллективы предприятий, которые находятся на территории области, так и особо отличившиеся граждане иных государств. Награждение приурочено к знаменательным датам. Представление о награждении отличившихся лиц или коллективов вносится на рассмотрение губернатора Воронежской области не позже чем за четырнадцать дней до даты награждения. Подают представление о награждении главы территориальных федеральных органов исполнительной власти, первые заместители председателя правительства Воронежской области, заместители губернатора. Кроме того, на это имеют право руководители исполнительных органов государственной власти и структурные подразделения правительства области, включая органы местного самоуправления. Почётный знак подтверждается соответствующим удостоверением, которое заверяется подписью губернатора и скрепляется печатью правительства Воронежской области. | Постановление правительства Воронежской области от 06 февраля 2009 года № 63 "О Почётном знаке правительства Воронежской области «Благодарность от земли Воронежской»" --- |
|                     | Почётный знак «За добросовестную службу Воронежской области»                  | 7 июля 2006 года     | Почётным знаком «За добросовестную службу Воронежской области» награждаются лица, особенно отличившиеся на государственной службе и внесшие весомый вклад в развитие области. В число награждаемых могут входить следующие категории: лица, занимающие должности в государственных органах Воронежской области, в гражданских службах области, в муниципальных органах области. Почётный знак вручают особенно отличившимся служащим, которые посвятили себя добросовестной работе в государственных, гражданских и муниципальных органах Воронежской области и трудились в течение двадцати лет и более. Церемония проводится ежегодно, но поощрения за службу на благо региона удостаиваются не более десяти отличившихся лиц. Награждение почётным знаком сопровождается вручением соответствующего удостоверения установленного образца. Отличительный знак вручается единоразово, повторное награждение недопустимо. Почетный знак "За добросовестную службу Воронежской области" следует носить на левой стороне ниже государственных наград СССР и Российской Федерации. | Закон Воронежской области от 07 июля 2006 года № 70-оз «О наградах Воронежской области» ---                                                                                |
|                     | Почётный знак «За заслуги в воспитании детей»                                 | 7 июля 2006 года     | Почётным знаком «За заслуги в воспитании детей» награждаются лица, которые постоянно проживают на территории Воронежской области в течение пяти лет и особенно отличились в сфере образования, опеки и воспитания детей. Это могут быть как родители, так и усыновители, опекуны, приемные родители, сотрудники и служащие учреждений и организаций, опекающие детей-сирот и детей, лишённых родительской опеки. Непременным условием награждения является официально зарегистрированный в установленном законодательством Российской Федерации порядке брак. В случае неполной семьи один из родителей, приемных родителей, усыновителей и опекунов должен воспитать либо на момент награждения воспитывать не менее пяти детей. Основным требованием для награждения отличившихся родителей, приемных родителей, усыновителей и опекунов почетным знаком "За заслуги в воспитании детей" является достижение младшим ребёнком пятилетнего возраста и старше (при этом он не должен быть совершеннолетним). Также необходимо, чтобы остальные дети были живы, за исключением случаев гибели или пропажи без вести во время службы в вооружённых силах; смерти, наступившей вследствие исполнения гражданского (служебного) долга; увечий, полученных на производстве и приведших к смертельному исходу; а также смерти вследствие профессиональных заболеваний. Губернатор Воронежской области присваивает почётное звание не более чем пятерым отличившимся лицам в год. Церемония награждения проводится ежегодно 15 мая в Международный день семьи. Удостоенные награды лица получают почетный знак "За заслуги в воспитании детей" один раз, повторное награждение не допускается. С почетным знаком награждаемые лица получают соответствующее удостоверение и единоразовое материальное поощрение в размере пятидесяти тысяч рублей. Носить награду следует на левой стороне, ниже почетных наград СССР и РФ. | Закон Воронежской области от 07 июля 2006 года № 70-оз «О наградах Воронежской области» ---                                                                                |
|                     | Почётный знак «За заслуги в развитии сельского хозяйства Воронежской области» | 7 июля 2006 года     | Почётный знак «За заслуги в развитии сельского хозяйства Воронежской области» – награда за особый вклад в совершенствование сельскохозяйственной отрасли региона, в производство или переработку сельхозпродукции. Также его вручают за активное участие в подготовке квалифицированных специалистов агропромышленного комплекса, в организации исследований в рамках научно-практической работы, направленной на укрепление и рост эффективности сектора АПК. Почётным знаком награждают тех, чей стаж работы в сельском хозяйстве составляет 15 и более лет, при этом поощряются только 5 человек в год. Знак предполагает вручение удостоверения определённого образца. Также в установленном правовыми актами правительства Воронежской области порядке награждённый получает и единовременную денежную выплату, которая составляет 50 тысяч рублей. Одному и тому же человеку награда не может быть вручена повторно. Обладатель данного почётного знака носит его на левой стороне груди, располагая ниже других государственных наград Российской Федерации и СССР. | Закон Воронежской области от 07 июля 2006 года № 70-оз «О наградах Воронежской области» ---                                                                                |
|                     | Почётный знак Воеводы Семена Сабурова «Служение и долг»                       | 27 февраля 2015 года | Почётным знаком Воеводы Семена Сабурова «Служение и долг» награждаются лица, замещающие государственные должности Воронежской области и должности государственной гражданской службы Воронежской области категории «руководители», имеющие исключительные заслуги в сфере государственного управления, внесшие значительный вклад в развитие институтов гражданского общества, повышение эффективности деятельности органов государственной власти Воронежской области и иных государственных органов Воронежской области. Почётным знаком Воеводы Семена Сабурова награждается не более 3 человек в год. Повторное награждение почётным знаком одного и того же лица не допускается. Вместе с почётным знаком Воеводы Семена Сабурова вручается удостоверение установленного образца. Почётный знак носится на левой стороне груди и располагается ниже государственных наград Российской Федерации и СССР. | Закон Воронежской области от 27 февраля 2015 года № 01-ОЗ "О внесении изменений в закон Воронежской области «О наградах Воронежской области»"                              |
|                     | Почётный знак «За добросовестный труд и профессионализм»                      | 2 июня 2017 года     | Награда вручается лицам, внёсшим значительный вклад в социально-экономическое развитие Воронежской области, развитие промышленности, сельского хозяйства, науки, культуры, информационных технологий, социальной сферы Воронежской области, достигшим особого уровня профессионального мастерства и осуществляющим профессиональную деятельность в Воронежской области. Трудовой стаж награждаемых должен быть не менее 10 лет, в том числе не менее 1 года по последнему месту работы. Повторное награждение этим почетным знаком одного и того же человека не допускается. | Закон Воронежской области от 27 февраля 2015 года № 01-ОЗ "О внесении изменений в закон Воронежской области «О наградах Воронежской области»"                              |
|                     | Почётный знак «За верность медицинскому долгу»                                | 13 июля 2020 года    | Почётным знаком награждаются граждане: - за самоотверженность при оказании медицинской помощи населению Воронежской области в условиях, сопряженных с риском для жизни; - за вклад в развитие здравоохранения Воронежской области, медицинской науки, подготовку квалифицированных специалистов для медицинских организаций; - за заслуги в сфере лекарственного обеспечения на территории Воронежской области, связанные с разработкой лекарственных средств; - за заслуги, связанные с организацией оказания населению Воронежской области первичной медико-санитарной помощи, специализированной, в том числе высокотехнологичной, медицинской помощи, скорой, в том числе скорой специализированной, медицинской помощи и паллиативной медицинской помощи, предоставлением соответствующих высококачественных услуг, а также с осуществлением стационарного ухода за пациентами. Почётным знаком награждаются граждане, имеющие стаж работы в сфере здравоохранения не менее 10 лет. | Закон Воронежской области от 13 июля 2020 года № 77-ОЗ "О внесении изменений в Закон Воронежской области «О наградах Воронежской области»"                                 |
|                     | Почётный знак «Заслуженный работник медиаотрасли Воронежской области»         | 2 июня 2017 года     | Почётный знак может быть вручен человеку, внесшему значительный вклад в развитие печати, радиовещания, телевидения, издательской деятельности в Воронежской области, в том числе данная награда вручается за многолетнюю и плодотворную деятельность по развитию и совершенствованию средств массовой информации и издательско-полиграфической отрасли, обеспечению населения своевременной и объективной информацией, созданию актуальных журналистских материалов, теле- и радиопередач о Воронежской области, поднимающих наиболее важные проблемы социально-экономической и культурной жизни региона, подготовке квалифицированных кадров для организаций, осуществляющих деятельность в области средств массовой информации и полиграфии. Награда может вручаться только лицам, имеющим стаж работы в сферах печати, радиовещания, телевидения и издательской деятельности не менее 15 лет. Награды удостаиваются не более двух человек в год. Повторное награждение почётным знаком «Заслуженный работник медиаотрасли Воронежской области» одного и того же человека не допускается. Лицам, награждённым почётным знаком «Заслуженный работник медиаотрасли Воронежской области», выплачивается единовременное денежное поощрение в размере 30000 рублей. | Закон Воронежской области от 27 февраля 2015 года № 01-ОЗ "О внесении изменений в закон Воронежской области «О наградах Воронежской области»"                              |
|                     | Почётный знак «Заслуженный дорожник Черноземья»                               | *                    | Почётный знак «Заслуженный дорожник Черноземья» учреждён для поощрения наиболее отличившихся работников дорожной отрасли Воронежской области и присваивается работникам дорожно-строительных, проектно-изыскательских и научных организаций, учебных заведений, индивидуальных предпринимателей, зарегистрированных и осуществляющих деятельность на территории Воронежской области, внесшим значительный вклад в повышение эффективности строительства, реконструкции, ремонта и содержания автомобильных дорог, проектно-изыскательских работ и активно содействующим развитию дорожной отрасли, имеющим стаж работы в дорожной отрасли не менее 10 лет. | Положение о почётном знаке «Заслуженный дорожник Черноземья» |

### Дипломы
| Изображение награды | Наименование награды                                                                                         | Дата учреждения  | Правила награждения | Источник                                                                                |
| ------------------- | --- | ---------------- | --- | --------------------------------------------------------------------------------------- |
|                     | Почётный диплом «За доброту и милосердие» --- (Нагрудный знак к почётному диплому «За доброту и милосердие») | 7 июля 2006 года | Почётным дипломом «За доброту и милосердие» награждают физических, юридических и частных лиц, которые на благотворительной основе внесли ощутимый вклад в становление и развитие объектов, расположенных на территории Воронежской области и причисляемых к социально-культурной сфере, а также являющихся достоянием области. Поощряется благотворительная деятельность, определяемая действующим законодательством Российской Федерации, в области науки, образования, просвещения, культуры и искусства, здравоохранения и социальной защиты населения. Почётным дипломом руководство Воронежской области отмечает следующих лиц: индивидуальных предпринимателей, меценатов, руководителей предприятий и организаций всех форм собственности, за исключением бюджетных структур. Традиционно вручение проводится в торжественной обстановке и в присутствии коллектива компании, глава которой удостаивается диплома. Награждение поощряет и стимулирует благотворительность в Воронежской области. Лица, удостоенные почётного диплома, могут награждаться повторно за очередные выдающиеся заслуги, но не ранее чем по истечении двух лет с момента первого награждения. | Закон Воронежской области от 07 июля 2006 года № 70-оз «О наградах Воронежской области» |

### Грамоты и благодарности
| Изображение награды | Наименование награды                               | Дата учреждения     | Правила награждения | Источник |
| ------------------- | -------------------------------------------------- | ------------------- | --- | --- |
|                     | Почётная грамота правительства Воронежской области | 6 февраля 2009 года | Почётную грамоту правительства Воронежской области вручают лицам, коллективам организаций, предприятий и учреждений за особенные заслуги и плодотворную деятельность в сфере государственного и муниципального управления, экономического развития региона, а также строительства и технических разработок, культуры и искусства, просвещения и образования, воспитания подрастающего поколения, здравоохранения. Правительство Воронежской области поощряет грамотой многолетнюю работу в области защиты прав человека и укрепления мира. За благотворительную деятельность награждаются меценаты и лица, усилия которых направлены на достижение социального благополучия на территории Воронежской области. Церемония вручения грамоты приурочена к торжественным либо юбилейным событиям. Количество награждаемых лиц и организаций не ограничено. Почетная грамота правительства вручается на основании постановления, подписанного губернатором области или лицом, которое выполняет обязанности губернатора, согласно соответствующему правовому акту. Постановление выносится правительством Воронежской области. | Постановление Правительства Воронежской области от 06 февраля 2009 года № 64 «О Почетной грамоте правительства Воронежской области» |
|                     | Благодарность губернатора Воронежской области      | 6 февраля 2009 года | Благодарность губернатора Воронежской области вручается на основании указа главы области гражданам нашей страны, которые живут и работают на территории региона. Могут быть поощрены и трудовые коллективы вне зависимости от организационно-правовой формы компании или формы собственности. Данный вид поощрения предназначен также россиянам, которые живут или трудятся в других регионах страны, или иностранным гражданам. Благодарность объявляется на основании ряда условий и может быть вручена за следующие заслуги: - активную позицию и участие в общественной жизни региона, - плодотворную деятельность, направленную на эффективное решение социальных и экономических проблем, - высокие показатели в труде и успехи в общественной деятельности, - отличия во время исполнения служебного долга, - содействие органам исполнительной власти региона в проведении различных мероприятий. Поощрение граждан благодарностью осуществляется на основании ходатайства руководителей территориальных органов федеральных структур исполнительной власти, заместителей губернатора, первых заместителей или заместителей председателя регионального правительства, руководителей исполнительных органов области, структурных подразделений регионального правительства, органов местного самоуправления. Также ходатайствовать могут сами коллективы организаций. Те граждане или коллективы, которым уже была объявлена благодарность губернатора, могут снова быть представлены к поощрению спустя год. | Указ Губернатора Воронежской области от 06 февраля 2009 года № 64-у «О благодарности губернатора Воронежской области»               |

## Награды города Воронежа
| Изображение награды | Наименование награды                                                                                  | Дата учреждения      | Правила награждения | Источник |
| ------------------- | --- | -------------------- | --- | --- |
|                     | Звание «Почётный гражданин города Воронежа» ––– (Нагрудный знак «Почётный гражданин города Воронежа») | 26 октября 1994 года | Звание «Почётный гражданин города Воронежа» присваивается гражданам, внёсшим большой трудовой и общественный вклад в развитие города Воронежа, воинам Российской армии и работникам правоохранительных органов, проявившим героизм и мужество при выполнении служебного долга, уроженцам города Воронежа, прославившим Россию своими трудовыми и общественными достижениями. Звание присваивается также гражданам других городов, сел России и других стран, которые своей активной деятельностью внесли вклад в боевую и трудовую славу города и укрепление дружественных связей с трудящимися города Воронежа. Звание присваивается ежегодно двум наиболее достойным гражданам. Имена граждан удостоенных звания заносятся в «Книгу почёта города Воронежа». | Постановление Администрации города Воронежа от 26 октября 1994 года № 858 «Об учреждении звания "Почётный гражданин города Воронежа" (вместе с "Положением о порядке присвоения звания "Почётный гражданин города Воронежа", "Положением о Книге Почётных граждан города Воронежа")» |
|                     | Памятный знак «Воронеж - город воинской славы»                                                        | 6 сентября 2010 года | Памятный знак городского округа город Воронеж «Воронеж – город воинской славы» является одной из высших наград городского округа город Воронеж, выражением признательности, благодарности, уважения гражданину, активно участвующему в общественной и культурной жизни городского округа город Воронеж, внесшему личный вклад в социально-экономическое развитие городского округа город Воронеж и военно-патриотическое воспитание молодёжи. Вручение Памятного знака и удостоверения к нему производится главой городского округа город Воронеж или, по его поручению, первыми заместителями главы администрации, в торжественной обстановке на мероприятиях, посвящённых празднованию Дня города Воронежа. Фамилии, имена и отчества лиц, удостоенных награждения, заносятся в Книгу награждённых памятным знаком «Воронеж – город воинской славы». В Книге указывается постановление администрации городского округа город Воронеж о награждении Памятным знаком, дата вручения Памятного знака и заслуги, за которые Памятный знак был вручён. | Постановление администрации городского округа город Воронеж от 06 сентября 2010 года № 826 «О Памятном знаке городского округа город Воронеж "Воронеж - город воинской славы"» |
|                     | Памятный знак «Воронежцу воину-интернационалисту»                                                     | 20 декабря 2010 года | Памятный знак городского округа город Воронеж «Воронежцу воину-интернационалисту» является формой поощрения, выражением признательности, благодарности, уважения гражданину, исполнявшему свой интернациональный долг. Памятный знак присуждается военнослужащим и лицам вольнонаемного состава за храбрость, стойкость и мужество, проявленные в боевых действиях при исполнении ими интернационального долга, которые постоянно проживают на территории муниципального образования городской округ город Воронеж. Перечень государств, городов, территорий и периодов ведения боевых действий с участием граждан Российской Федерации за пределами государства определен разделом III приложения к Федеральному закону от 12.01.1995 № 5-ФЗ «О ветеранах». Гражданам, награждённым Памятным знаком, вручается удостоверение к Памятному знаку, подписанное главой городского округа город Воронеж. Памятный знак носится на левой стороне груди, после государственных и ведомственных наград Российской Федерации и Воронежской области.         | Постановление администрации городского округа город Воронеж от 20 декабря 2010 года № 1153 «О Памятном знаке городского округа город Воронеж "Воронежцу воину-интернационалисту"» ---                                                                                                |
|                     | Памятный знак «Защитнику города Воронежа»                                                             | 28 декабря 2012 года | Памятный знак городского округа город Воронеж «Защитнику города Воронежа» является формой поощрения, выражением признательности, благодарности, уважения гражданам, исполнявшим свой воинский долг. Памятный знак учреждён в связи с 70-летием освобождения города Воронежа от немецко-фашистских захватчиков. Памятным знаком награждаются ветераны Великой Отечественной войны 1941 - 1945 годов, участвовавшие в боях за город Воронеж в 1942 - 1943 годах. Гражданам, награждённым Памятным знаком, вручается удостоверение к Памятному знаку, подписанное главой городского округа город Воронеж. Вручение Памятного знака и удостоверения к нему производится главой городского округа город Воронеж либо по его поручению другими официальными лицами в торжественной обстановке. | Постановление администрации городского округа город Воронеж от 28 декабря 2012 года № 1158 «О Памятном знаке городского округа город Воронеж "Защитнику города Воронежа"» --- |